# Balanç de situació
El balanç de situació o estat de situació patrimonial és un document comptable que recull de forma ordenada, i en un moment donat del temps, tots els elements de titularitat empresarial i necessaris per a desenvolupar la seva activitat coneguts com a patrimoni empresarial. El balanç de situació forma part dels comptes anuals que les societats deuen dipositar en acabar un exercici comptable al Registre Mercantil.Cal remarcar que degut al sistema de partida doble l'actiu sempre ha de ser igual al passiu.

## Estructura del balanç
En el balanç de situació es troben dos grans grups d'elements, que es classifiquen en actiu i passiu.
- Actiu
  - Béns: Tot allò material o immaterial que és propietat de l'empresa, com per exemple un edifici, maquinària o una marca.
  - Drets de Cobrament: Són aquells efectes que l'empresa pot reclamar a altres persones, és a dir diners al seu favor: Deutes de Clients.

- Passiu
  - Obligacions (passiu exigible): Els deutes que l'empresa manté amb tercers, com ara els deutes amb els proveïdors.
  - Net Patrimonial: Són els fons propis, on s'inclouen el capital inicial aportat pels socis i els beneficis d'exercicis anteriors i no distribuïts.

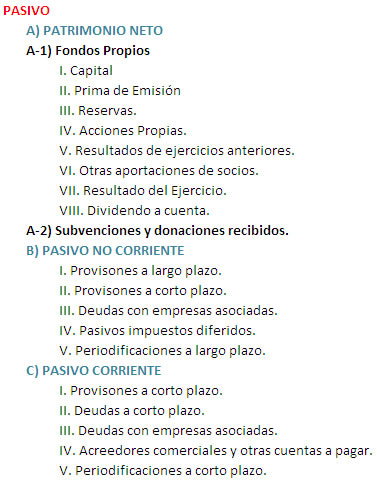
El passiu d'un balanç

El Pla General de Comptabilitat de l'any 2007 desglossa l'actiu i el passiu en corrent i no corrent depenent de la seva duració en l'empresa:
- Corrent: Tot allò que duri menys d'un període empresarial, és a dir a curt termini i, per tant, menys d'un any (clients, proveïdors).
- No corrent: Tot allò que duri més d'un període empresarial, és a dir a llarg termini i, per tant, més d'un any (maquinària, elements de transport).